# 長榮里 (大里區)
長榮里，位於大里區中央偏北。境內多住宅用地，商業機能主要集中在中興路沿線。近年來隨著人口持續增加，愈來愈多知名連鎖餐廳進駐，主要聚集於德芳南路上，例如陶板屋、北澤、烤狀元、品心、築間等。

## 里名由來
取吉祥之意「長榮」為里名。長治久安與繁榮。

## 地理
長榮里劃分為33鄰，3,730戶，總人口10,565人（台中市大里區戶政事務所民國111年11月底戶口統計）。本里於民國91年(2002)8月1日自西榮里分出，東以中興路二段與內新、中新二里相隔，南側與西側為國光里環繞，北以東榮路為界接西榮里，主要道路為西緣的中興路二段以及大里路。日治時期大里溪的小支流大景溝流經本里。

## 行政區劃沿革
長榮里於清代時隸屬藍興堡內新莊；明治35年（1902年）時，改隸臺中廳臺中區內新庄，至大正9年（1920年）則隨行政區調整，隸屬大屯郡大里庄內新大字。二次大戰結束後，國民政府接收臺灣，原先內新大字範圍被劃歸為內新村與東昇村，隸屬臺中縣大里鄉。民國59年（1970年），為因應眾多的外來人口，內新村被劃分為內新村、西榮村和日新村，本境當時隸屬西榮村。民國82年（1993年）隨大里鄉升格為縣轄市大里市而改制為西榮里。民國91年（2002年），行政區再次調整，以西榮里東榮路以南置「長榮里」。

## 產業設施
位於中興路旁有「內新黃昏市場」。學校有「益民國小」。公園有「大里公園」、「德芳兒童公園」以及「長榮綠園道公園」等3個公園。東榮路55巷有「市立游泳池」。德芳南路與德芳南一街交叉口有公有停車場。德芳路一段沿路有長榮溜冰場、長榮社區發展協會會館、德芳圖書館。
長榮社區發展協會活絡地方社區，帶動社區凝聚力，新任理事長蔡志榮先生帶領之下，打造出新氣象的長榮社區。

## 廟宇、信仰活動
西榮福德祠位於大里公園內，屬於本里範圍，此土地公廟原本位於東榮路的路角，及肯德基一帶，因為開路的關係而遷移，於張威中擔任西榮村長時，由村民捐錢建造新廟，以大鑼鼓熱鬧陣將土地公廟迎至大里公園現址。

### 書籍
- 《臺灣地名辭書》卷十二《臺中縣》第二冊，第18頁
- 《大里市史》上冊，第161頁、第162頁

### 外部連結
- 臺中市大里區公所 沿革